# Anthems for Doomed Youth
| Совокупная оценка | Совокупная оценка |
| Источник          | Оценка            |
| ----------------- | ----------------- |
| Metacritic        | 70/100            |
| Оценки критиков   |                   |
| Источник          | Оценка            |
| AllMusic          | [ 3 ]             |
| The Guardian      | [ 4 ]             |
| The Independent   | [ 5 ]             |
| Mojo              | [ 6 ]             |
| NME               | [ 7 ]             |
| Pitchfork Media   | 7.7/10            |
| Q                 | [ 9 ]             |
| Rolling Stone     | [ 10 ]            |
| Uncut             | 8/10              |

Anthems for Doomed Youth — третий студийный альбом британской рок-группы The Libertines, вышедший 11 сентября 2015 года на лейбле Virgin EMI Records. Первый альбом группы, выпущенный за 11 лет после распада в 2004 году. Продюсером был Джейк Гослинг, известный по недавним работам с альбомами Эда Ширана и группы One Direction.

## Об альбоме
Выход альбома был анонсирован в июне 2015 года. Запись проводилась на Karma Sound Studios в Таиланде.
Альбом получил положительные отзывы музыкальных критиков: NME, Pitchfork. Альбом содержит две примечательные литературные ссылки, треки «Anthems for Doomed Youth» и «Gunga Din» ссылаются на поэмы тех же названий Уилфреда Оуэна и Редьярда Киплинга, соответственно. Сингл «Gunga Din» вышел 2 июля 2015 года, а вторым синглом с альбома стала песня «Glasgow Coma Scale Blues», вышедшая 20 августа 2015 года.
Альбом вышел в трёх форматах: цифровом, CD и на виниле. Также вышли Deluxe Edition на CD и цифровое издание, включающее дополнительные треки. Бокс-сет включает Deluxe CD, виниловую копию и эксклюзивный фильм.

### Списки
| Издание | Список                        | Год  | Ранг |
| ------- | ----------------------------- | ---- | ---- |
| NME     | NME’s Albums of the Year 2015 | 2015 | 29   |

## Список композиций
| №   | Название                   | Длительность |
| --- | -------------------------- | ------------ |
| 1.  | «Barbarians»               | 3:35         |
| 2.  | «Gunga Din»                | 2:58         |
| 3.  | «Fame and Fortune»         | 3:07         |
| 4.  | «Anthem for Doomed Youth»  | 4:26         |
| 5.  | «You're My Waterloo»       | 4:19         |
| 6.  | «Belly of the Beast»       | 4:06         |
| 7.  | «Iceman»                   | 4:58         |
| 8.  | «Heart of the Matter»      | 3:29         |
| 9.  | «Fury of Chonburi»         | 2:40         |
| 10. | «The Milkman's Horse»      | 3:23         |
| 11. | «Glasgow Coma Scale Blues» | 3:12         |
| 12. | «Dead for Love»            | 5:14         |

| №   | Название                            | Длительность |
| --- | ----------------------------------- | ------------ |
| 13. | «Love on the Dole»                  | 3:13         |
| 14. | «Bucket Shop»                       | 3:03         |
| 15. | «Lust of the Libertines»            | 4:01         |
| 16. | «7 Deadly Sins»                     | 3:04         |
| 17. | «Over It Again (Japan Bonus Track)» | 2:18         |

## Позиции в чартах
| Чарт (2015)                            | Высшая позиция |
| -------------------------------------- | -------------- |
| Австралия (ARIA)                       | 55             |
| Австрия (Ö3 Austria)                   | 9              |
| Бельгия/Фландрия (Ultratop)            | 16             |
| Бельгия/Валлония (Ultratop)            | 18             |
| Нидерланды (Album Top 100)             | 28             |
| Франция (SNEP)                         | 22             |
| Ирландия (IRMA)                        | 10             |
| Италия (Classifica album)              | 57             |
| Швеция (Sverigetopplistan)             | 13             |
| Швейцария (Schweizer Hitparade)        | 11             |
| Великобритания (UK Albums Chart)       | 3              |
| США (Billboard Top Heatseekers Albums) | 1              |

## Сертификации
| Регион                                                                      | Сертификация | Продажи |
| --------------------------------------------------------------------------- | ------------ | ------- |
| Великобритания (BPI)                                                        | Серебряный   | 60 000  |
| Данные о продажах + прослушиваниях приведены только на основе сертификации. |              |         |